# Zinnkopf
Der Zinnkopf (1228 m ü. NHN) ist ein Berg im oberbayerischen Landkreis Traunstein, der zu den Chiemgauer Alpen gehört. An seinem Gipfel treffen die Gemeindegebiete von Siegsdorf (Nordseite) und Ruhpolding (Südseite) aufeinander.

## Etymologie
Seinen Namen erhielt der Berg nicht etwa vom Metall Zinn, sondern vom an den Berghängen reichlich wachsenden Zinnkraut.

## Geographie
Der Zinnkopf ist der höchste Punkt des Sulzbergs und gleichzeitig der höchste Punkt der Gemeinde Siegsdorf. Mit Ausnahme einiger Lichtungen ist der Berg dicht bewaldet. Siedlungsrodungen an seiner Westseite bei Vordermiesenbach, Zwickling und Bucheck reichen bis auf 800 Meter hinauf. Aufgrund der relativ leicht erodierbaren, unterlagernden Flyschgesteine besitzt der Berg eine sehr sanfte Morphologie ohne größere Felswände.

### Hydrographie
Der Bergstock des Zinnkopfs wird von den Tälern der Roten und der Weißen Traun umflossen. Nördlich der Gemeinde Siegsdorf vereinigen sich dann beide zur Traun, die weiter nach Traunstein abfließt. Die Wasserscheide zwischen den beiden Einzugsgebieten verläuft vom Gipfel auf dem Rücken nach Norden in Richtung Wolfsberg. Sie trennt das zur Weißen Traun entwässernde System Lochner Graben-Schönecker Graben von den Systemen Habach-Moosgraben und Blasengraben-Dürrngraben der Roten Traun. Die Westseite des Berges entwässert zur Weißen Traun, anzuführen sind Wiedmoosgraben, Zwicklinger Graben, Nattergraben, Reinerbach und Spaztreiter Graben. Die Südseite des Zinnkopfs wird eindeutig vom Windbach und seinen Nebenbächen dominiert, der bei Grashof in die Weiße Traun mündet.

### Zugang
Der Anstiegsweg von Siegsdorf (Ortsteil: Hörgering) aus ist flach und durchaus für Fahrrad geeignet – zumindest bis zum Steilanstieg auf ca. 1000 Höhenmeter. Der Berg kann alternativ auch von Wolfsberg (747 m) aus über die Lechner Hütte (795 m) bestiegen werden, welche südöstlich von Siegsdorf 2,5 Kilometer nördlich des Gipfels liegt. Unterhalb des zum Gipfel führenden Steilanstiegs wird sodann der von Westen kommende Weg aus Hörgering angetroffen.
Ein Alternativanstieg erfolgt von Südwesten aus Ruhpolding über die Rabenmoosalm, die von Bojern oder von Vordermiesenbach zu erreichen ist. Über Forststraßen kann der Berg auch von Inzell im Südosten erwandert werden, Ausgangspunkt ist hierbei die Ortschaft Fantenberg an der Roten Traun.
Die Aussicht ist wegen des Baumbewuchses auf dem Berggipfel Richtung Süden derzeit eingeschränkt, die benachbarten Gipfel im Westen, z. B. der Hochfelln oder der Hochgern, aber auch der Chiemsee und die nahe Umgebung sind gut zu erkennen. Bei sehr klarem Wetter ist die Sicht bis zum südlichen Bayerischen Wald möglich.

## Geologie
Der Zinnkopf gehört geologisch bereits zur Flyschzone des nördlichen Alpenrandes. Strukturell bildet er Teil des Nordflügels der Südost-streichenden Zinnkopf-Mulde. Faziell ist der Flysch am Zinnkopf als Sulzberg-Flysch (bzw. als nördliche Sigiswang-Fazies) ausgebildet – im Unterschied zum Teisenberg-Flysch am Teisenberg weiter im Osten. Der Gipfel des Zinnkopfs wird von der oberkretazischen Kalkgraben-Formation (ehemals Zementmergel-Serie) unterlagert, welche ins Untere bis Mittlere Campanium gestellt wird. Nach Norden in Richtung Siegsdorf schließen sich dann die stratigraphische ältere Piesenberg-Formation, die Seisenburg-Formation und die Reiselsberg-Formation an. Der Rhenodanubische Flysch endet dann südlich des Zinnkopfs an der Rabenmoosalm, wo er von der Allgäu-Decke des Bajuvarikums überfahren wird.

## Sonstiges

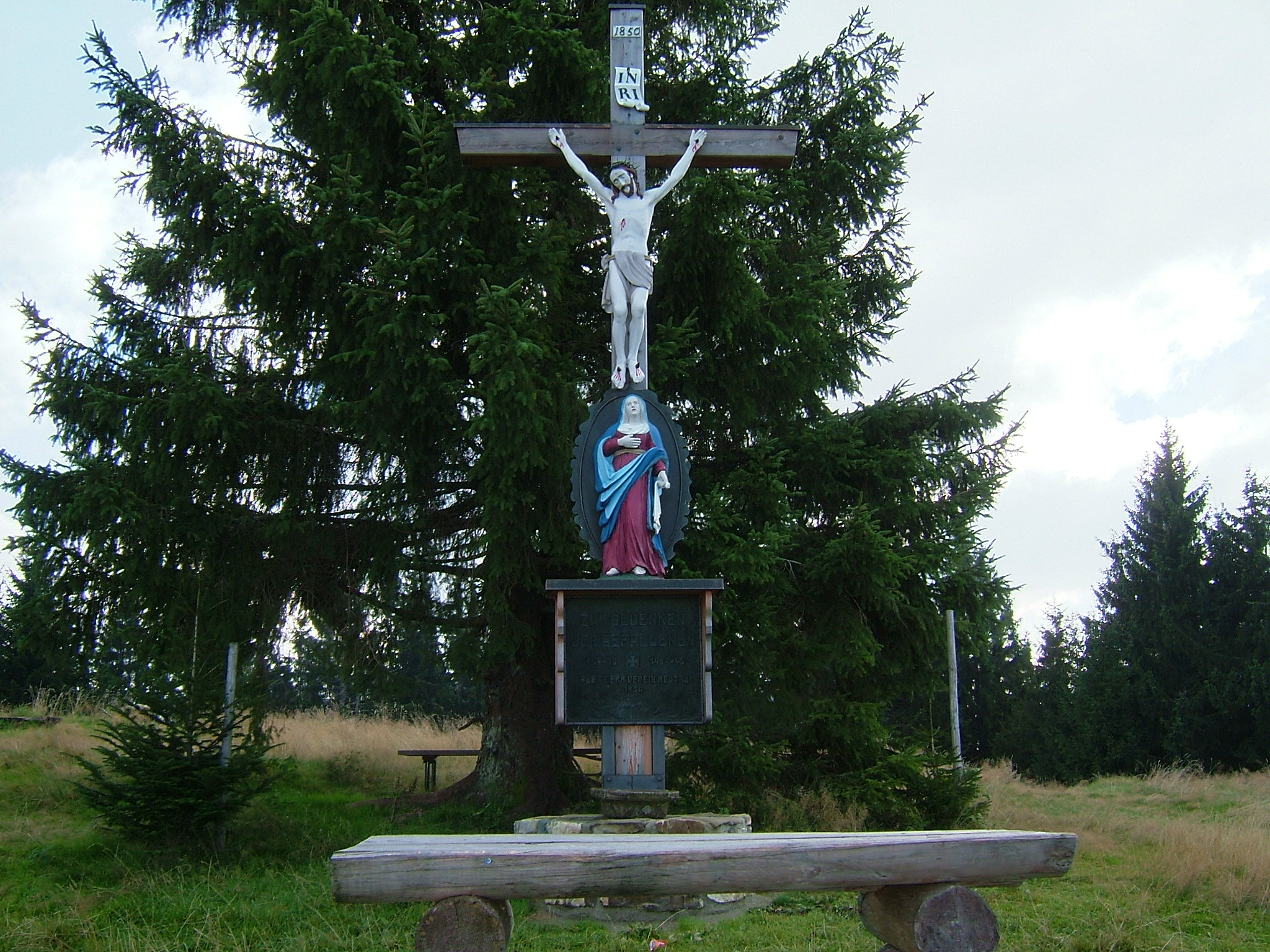
Gipfelkreuz mit Gedenktafel

Auf dem Normalanstieg finden jährlich Mountainbikerennen statt.
Der Trachtenverein GTEV D’Heutauer aus Siegsdorf veranstaltet jedes Jahr eine Wallfahrt auf den Zinnkopf, wo auf dem Gipfel eine heilige Messe abgehalten wird.
Am unteren Ende des Gipfelkreuzes wurde 1950 zum Gedenken an die Gefallenen des Ersten und Zweiten Weltkriegs eine Tafel angebracht.